# 大分パルコ
大分PARCO（おおいたパルコ）は、かつて大分県大分市府内町にあった株式会社パルコ運営のファッションビルである。

## 概要
JR九州大分駅から約200m北の中央通り沿いに位置する「大分開発ビル」の地下2階 - 地上7階部分に入居しており、店舗面積は約15,000m2であった。このビルは、地元企業などが出資する大分開発が所有するもので、同ビルの8 - 10階部分には、大分PARCOの前身である西友大分店の開店時から、大分第一ホテルが入居していた。
大分PARCOは、1977年（昭和52年）4月29日に西友大分店を業態転換して開店。2011年（平成23年）1月31日に閉店した。大分第一ホテルは、大分PARCOの閉店後も営業を続けていたが、2012年（平成24年）7月6日正午をもって閉館した。

## 沿革

### 西友大分店の開店
大分市は、1964年（昭和39年）に新産業都市に指定され、大分臨海工業地帯に企業が進出したことから、昭和40年代に人口が急増した。これに伴って、大分駅前の市街地には長崎屋（1971年（昭和46年））、大分ジャスコ、ニチイ、ダイエー（以上、1973年（昭和48年））といった中央資本の総合スーパーが相次いで進出し、激しい競争を繰り広げた。
このような過当競争とも言うべき状況の中で最も遅く1974年（昭和49年）に大分市に進出して来たのが西友であった。西友が出店したのは、大分市の目抜き通りである中央通り沿いのかつて辰野金吾設計の日本銀行大分支店があった場所で、しかも、地元で圧倒的な人気を有する百貨店トキハと大分駅との中間という好条件の立地であった。しかし、地の利がありながら、最後発であったことも災いして顧客を開拓することができず、営業的に苦戦を余儀なくされた。

### 大分PARCOへの業態転換
開店から3年後の1977年（昭和52年）4月29日、西友大分店は、地下1階の食品売場部分を残し、同じセゾングループ（当時）のファッションビルであるPARCOに業態転換し、大分PARCOとして改装オープンした。PARCOの出店は九州初であり、また、首都圏・京阪神以外では札幌市、岐阜市に次いで3店目であった。業態転換当初には西友の売場が一部残っていたことを反映して塔屋に「PARCO SEIYU PARCO」と西友とPARCOの名称が併記されていた。後に西友は完全に撤退している。
当時の大分市内の大規模小売店は、上記総合スーパー4店と百貨店のトキハの計5店であり、これらの店舗がカバーしていない若年層向けの商品をそろえた大分PARCOには一定の需要があった。また、1980年代のDCブランドブームも大分PARCOにとっては追い風となった。
2008年（平成20年）2月29日には、ロフトの九州2号店となる大分ロフトが地下1階に開店した。

### 大分PARCOの閉店
しかし、1992年（平成4年）2月期には約116億円に上った売り上げが2010年（平成22年）2月期には約40億円にまで落ち込む見込みであること、賃貸借契約が2011年（平成23年）4月に満了すること、加えて福岡市の岩田屋天神本店旧本館跡に福岡PARCOが開業したことから、2010年（平成22年）2月24日の取締役会において2011年（平成23年）2月末に閉店することが決定し、同日公表された。その後、10月15日に閉店を1月末に早めることが発表され、2011年（平成23年）1月31日をもって閉店した。テナントのうち、約4割は移転し、そのうち16店舗は近隣の大分フォーラスに出店した。また、残りの約6割は大分から撤退した。

### 閉店後
ビルを所有する大分開発では、大分PARCO閉店後も商業施設としての利用を計画し、カリーノ企画（カリーノ（旧「寿屋」）の関連企業）及び丹青社に、当時の出店者との交渉や新テナントの誘致を委託したが、2011年（平成23年）10月12日に商業施設としての再開を正式に断念した。なお、ビルの上層階に入居する大分第一ホテルは、大分PARCOの閉店後も営業を継続していたが、商業施設の再開断念を受けて、2012年（平成24年）7月6日正午を以て閉館した。
2012年（平成24年）9月6日、大分開発は大分PARCOが入居していたビル及び土地を医療法人恵愛会に売却することを決定。恵愛会は、ビルを解体、新築して、現在大分市大手町にある大分中村病院を移転する予定とし、新病院を、病児保育施設や商業施設を併設した複合施設とすることを検討していた。当初は2015年度（平成27年度）の開業を目指すとしていたが、大分駅周辺の再開発に伴う交通整備計画が決定しておらず、救急搬送経路や駐車場の検討が遅れていること等から、遅れが見込まれることを公表。2017年（平成29年）5月23日には、大分PARCO跡地への移転を断念して土地を売却する方針を発表した。

### 祝祭の広場の整備
2017年（平成29年）6月27日、大分市長佐藤樹一郎は、大分PARCO跡地を取得し、2019年（平成31年）のラグビーワールドカップ2019の関連イベントのスペースとしての活用も視野に、暫定的に広場としてを整備することを前向きに検討する意向を表明。大分市は入札で優先交渉権を獲得し、11月20日に23億2,000万円で跡地を購入する契約を締結した。
広場の整備事業の設計者はプロポーザル方式で選考され、2018年（平成30年）3月24日に行われた二次選考の結果、建設コンサルタントサニー・ヒュマス・ヨコミゾマコト建築設計事務所・都市企画工房共同提案体が最適任者に選定された。広場は祝祭の広場と名付けられ、2019年（令和元年）9月7日に完成した。

## 閉店時点の主要入居店舗
| - 大中 - ヴィレッジヴァンガード - ABCクッキングスタジオ - キロストア - HYSTERIC MINI - H.I.S. - ORANGE HOUSE - 無印良品 - RUPART - GRANDE MAGAZZINO/SPOT - COMME CA COMMUNE - PPFM - SCHLUSSEL -シュリセル- - COLLECTORS - THREE STARS - TK TAKEO KIKUCHI - トルネードマート - NICOLE CLUB FOR MEN - PARCO・セゾンカウンター - HIS WAY - MEN'S BIGI - ポール・スミス - メンズティノラス - MEN'S MELROSE - ヤノメガネ | - RNA MEDIA - 179/RG - エステティックサロン凛 - spoon - チュチュアンナ - DO!FAMILY - HAPPY DOOR - PuRE - BBAB - ブブアブ - - plus美 - PAGE BOY - WORLD WIDE LOVE - ARROW - an attic by medistore - INGNI - エスペランザ - KHUSH-KHUSH - C.D.S - Chica Linda - ノーザリー - ハチャメチャ貿易 - ブランチス - ポルカドット - レトロガール - ローリーズファーム | - A・R/S.P.R - VIVA YOU - JAYRO - Tm's style（複合カフェ） - MATCH BOX - MIX - LEST ROSE - rosebullet - off the wall - TIC-TAC - ツモリチサト - ? die quelle ? （ディエキエル） - ビジュ・ソフィア - ピンキー&ダイアン - 4℃ - メゾンダジュール - ローズマリー - Bou Jeloud （ブージュルード） - anysis blanc（エニスィスブラン） - スターバックス - ロフト - バックトリップレコード - ファンキーファラゴ - fab LaB - ファブ・ラボ - |

### 過去に入居していた店舗
| - 西友大分店（業態転換後も暫く地下に食品売場を残していた） - リブロ（パルコブックセンター） - サンキューマート - ヒステリックグラマー - ポストホビー大分店（2006年3月19日閉店） - オゾンコミュニティー - PINK HOUSE（別館） - Karl Helmut（別館） - BABY PINK HOUSE（別館） - INGEBORG - COMME CA DU MODE | - COMME CA DU MODE MEN - ボナジョルナータ（メンズ5F レディース2F） - DGRACE - MUSIC ETO（エトウ南海堂） - taka-Q - Polo Ralph Lauren - Ralph Lauren - UNITED COLOR OF BENETTON - PEYTON PLACE - オクトパスアーミー - オンディーヌ | - et vous - Jean Paul GAULTIER - TINKER BELL - Paul Smith WOMEN - A.T (ATSURO TAYAMA) - ロードス - KARAOKE PATIO - WORLD WIDE LOVE!（2010年5月31日に閉店した後、大分フォーラス2Fに移転） - ジュエリーマキ - ブティックJOY |